# مصادر (محافظة العيص)
مصادر، قرية من قرى محافظة العيص، والتابعة لمنطقة المدينة المنورة في السعودية.

## مصادر
- موقع إمارة المدينة المنورة نسخة محفوظة 8 يونيو 2007 على موقع واي باك مشين.
- موقع أمانة المدينة المنورة